# Albern (Gemeinde Groß Gerungs)
Albern ist eine Ortschaft und eine Katastralgemeinde der Stadtgemeinde Groß Gerungs im Bezirk Zwettl in Niederösterreich.

## Geschichte
Im Jahr 1822 wurde der Ort als Dorf mit 14 Häusern genannt, das nach Obernkirchen eingepfarrt war und wohin auch die Kinder eingeschult wurden. Die Herrschaft Weitra besaß die Ortsobrigkeit, übte die Landgerichtsbarkeit aus, besorgte die Konskription und hatte die Grundherrschaft inne. Im Jahr 1938 war laut Adressbuch von Österreich in Albern ein Landwirt ansässig.

## Siedlungsentwicklung
Zum Jahreswechsel 1979/1980 befanden sich in der Katastralgemeinde Albern insgesamt 25 Bauflächen mit 7.271 m² und 14 Gärten auf 2.624 m², 1989/1990 gab es 24 Bauflächen. 1999/2000 war die Zahl der Bauflächen auf 65 angewachsen und 2009/2010 bestanden 34 Gebäude auf 65 Bauflächen.

## Bodennutzung
Die Katastralgemeinde ist landwirtschaftlich geprägt. 90 Hektar wurden zum Jahreswechsel 1979/1980 landwirtschaftlich genutzt und 69 Hektar waren forstwirtschaftlich geführte Waldflächen. 1999/2000 wurde auf 87 Hektar Landwirtschaft betrieben und 70 Hektar waren als forstwirtschaftlich genutzte Flächen ausgewiesen. Ende 2018 waren 76 Hektar als landwirtschaftliche Flächen genutzt und Forstwirtschaft wurde auf 76 Hektar betrieben. Die durchschnittliche Bodenklimazahl von Albern beträgt 16,9 (Stand 2010).